# Mansonella ozzardi
Espèce
Mansonella ozzardi est une espèce de filaires de pathogénicité modérée.

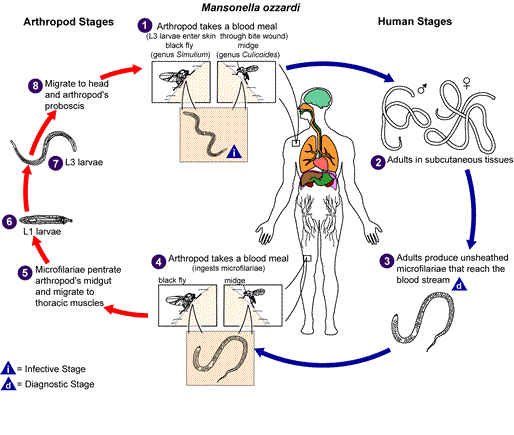
Cycle de vie de Mansonella ozzardi.

Elle se rencontre dans toute l'Amérique intertropicale, du Mexique au Nord de l'Argentine. La femelle est un petit ver filiforme blanc de 7 à 8 cm de long, qui vit dans le mésentère ; gravide, elle émet des microfilaires de 200 micromètres, à l'extrémité effilée puis celles-ci passent dans le sang. Elles sont apériodiques et transmises par des moucherons piqueurs du genre Culicoides ainsi que des Simulies (Shelley & al 1980).